# إيان بروكس
إيان بروكس (بالإنجليزية: Ian James Brooks) هو سياسي نيوزلندي، ولد في 21 أبريل 1928. حزبياً، نشط في حزب العمال النيوزيلندي. وقد انتخب عضو مجلس النواب النيوزيلندي.